# Groene draadkolibrie
De groene draadkolibrie (Discosura conversii) is een vogel uit de familie Trochilidae (kolibries).

## Verspreiding en leefgebied
Deze soort komt voor van Costa Rica tot westelijk Ecuador.